# Gottfried Arnold
Gottfried Arnold (Annaberg, 5 de setembro de 1666 — Perleberg, Prignitz, 30 de maio de 1714) foi um teólogo luterano e historiador alemão.

## Biografia
Arnold nasceu em Annaberg, na Saxônia (Alemanha), onde seu pai era professor. Em 1682 foi para o ginásio em Gera, e três anos mais tarde para a Universidade de Wittenberg. Ali se dedicou ao estudo de Teologia e História, e depois, por influência de Philipp Jakob Spener, o pai do Pietismo, tornou-se tutor em Quedlimburgo.
Seu primeiro livro, Die Erste Liebe zu Christo, foi publicado em 1696. Passou por cinco edições antes de 1728, e Arnold ganhou com ele grande fama. No ano seguinte a sua publicação, Arnold foi convidado para ser o professor de História da Igreja na Universidade de Giessen. Ele não gostou de política e da vida acadêmica, tanto que se demitiu em 1698, e voltou para Wittenberg.
No ano seguinte, começou a publicar a sua maior obra, a Unparteyische Kirchen- und Ketzer-Historie ("A Imparcial História da Igreja e da Heresia", Frankfurt, 1699-1700), dois grossos volumes nos quais alguns acreditam que ele demonstrou maior simpatia pela heresia do que por qualquer Igreja fundada, ou especialmente pelo clero. Este livro é descrito por Liev Tolstói ( O Reino de Deus Está Dentro de Vós, capítulo, iii.) como "notável, embora pouco conhecido".
Nesta grande revisão da história da Igreja, Arnold dirigiu sua crítica mais contundente contra aqueles que escreveram histórias "ortodoxas" apologéticas profundamente tendenciosas em vez de tentar entender de onde as diferenças religiosas substanciais realmente vieram. Na sua opinião, "criar heresia" era geralmente a reação defensiva das pessoas em posição de autoridade, em vez de uma verdadeira acusação de pensadores não convencionais. Ele achava que a pior calamidade da história da Igreja foi sua criação como a fé ortodoxa e aceita pelo Imperador romano Constantino no século IV. Arnold evidenciou uma simpatia notável por uma grande variedade de "hereges". Esta "história imparcial" exerceu grande influência sobre o Iluminismo alemão e conseguiu a aprovação de pensadores como Johann Wolfgang von Goethe, além de Liev Tolstói.
Seu trabalho seguinte, Geheimniss der göttlichen Sophia, mostrou que ele desenvolveu uma forma de misticismo, incluindo uma imagem feminina de sabedoria (sofia), como uma espécie de divindade. Logo depois, porém, seu casamento e a aceitação de um cargo como pastor religioso marcou uma mudança brusca em sua maneira de ver as coisas, e Arnold produziu uma série de obras notáveis relacionadas à teologia prática. Foi um estudioso dedicado e proeminente pietista luterano, com uma vasta gama de influência, e pelo menos, no início de sua carreira, um pietista radical, que se opôs veementemente às estruturas eclesiásticas inflexíveis do seu tempo.
Seus poemas sagrados prestaram também uma contribuição substancial para o acervo de hinos dentro da Igreja Luterana, e um poema de sua autoria foi musicado por Johann Sebastian Bach ("Vergiss mein nicht", BWV 505).